# Eden log
Eden Log es una película de terror de ciencia ficción francesa de 2007 dirigida y coescrita por Franck Vestiel . La película fue la primera de Vestiel como director, quien filmó toda la película utilizando únicamente cámaras portátiles .Las críticas hacia la película fueron mixtas, y recibió una puntuación total del 43% de Rotten Tomatoes . En Norteamérica, se estrenó en el Festival Internacional de Cine de Toronto el 11 de septiembre de 2008.

## Sinopsis
Un hombre se despierta desorientado, en lo profundo de una cueva. Al sufrir amnesia, no recuerda quién es ni cómo llegó allí. A su lado yace un hombre muerto. Mientras tropieza con la luz limitada, se encuentra con un área en ruinas con piezas de tecnología dañadas a su alrededor. Aparece un registro que explica que el lugar es una especie de red de procesamiento llamada Eden Log, cuyos trabajadores son todos inmigrantes a los que se les ha prometido la ciudadanía en la sociedad de la superficie. Al parecer, los trabajadores están recolectando la savia de una planta gigantesca cuyas raíces y enredaderas están ahora por todas partes en el complejo subterráneo, que parece abandonado. Mientras intenta llegar a la superficie, el hombre se encuentra con un extraño barbudo inmovilizado contra la pared por las enredaderas que sobresalen y que lentamente se están apoderando de su cuerpo. El extraño, con gran dolor y pareciendo trastornado, le dice al hombre que él es el creador de todo ese sistema y luego le advierte sobre una amenaza invisible. Se oye un gruñido y el hombre pierde el conocimiento.

Al despertar, el hombre sigue subiendo, pasando por zonas cada vez mejor iluminadas. Recupera más grabaciones que revelan que uno de los técnicos de la red se negó a dar acceso al personal de seguridad. Queda claro que los trabajadores iniciaron algún tipo de revuelta por las condiciones en la red. Como resultado, los señores corporativos ordenaron a las fuerzas de seguridad tomar por la fuerza el control de los niveles de la red y sellar el área. El hombre sube al Nivel -3, donde escucha a algunos miembros del personal de seguridad hablar sobre sus órdenes de capturar al "arquitecto". También tienen lo que parece un humano mutado encadenado, y se revela que una cantidad significativa de la población de trabajadores se ha convertido en mutantes.
En el nivel -2, el hombre termina en un pequeño laboratorio, que de repente se ve rodeado de mutantes. Una figura con un traje protector usa una luz brillante y un ruido fuerte para ahuyentar a los mutantes, luego golpea al hombre y lo inmoviliza, temiendo que él también esté infectado. La figura, siendo uno de los botánicos de Eden Log, explica que el objetivo de toda la estructura es generar energía a partir de la savia de la planta viva en el centro de la red. Sin embargo, en algún momento la planta comenzó a reaccionar, desencadenando la mutación. El botánico realiza una prueba en el hombre, conectándose brevemente con la planta, pero sorprendentemente, el hombre parece ser capaz de revertir el proceso de corrupción, haciendo que la planta aparentemente estéril brote y se vuelva exuberante con su crecimiento.
Poco después, los mutantes reanudan su asalto al laboratorio del botánico, y el botánico huye, dejando atrás al hombre. Después de escapar de un mutante, el hombre alcanza al botánico, que resulta ser una mujer. Ahora los dos están en un ascensor y, durante su ascenso, el hombre se ve repentinamente abrumado por un impulso sexual, que rápidamente degenera hasta el punto de violar brutalmente al botánico. Ella está traumatizada, pero el hombre parece haber perdido el control de sí mismo sólo temporalmente, debido al tipo peculiar de mutación que está experimentando. Se da cuenta de que también había matado al arquitecto, antes de desmayarse.
El botánico acepta seguir al hombre, a pesar de que todavía desconfía de él. Juntos, los dos atraviesan varios túneles y finalmente se topan con la ubicación de un técnico que se fusionó con la planta para detener la mutación. Al defenderse de los mutantes, llegan al recolector de savia en el nivel -1. El botánico ve cubos blancos con trabajadores humanos en su interior y se da cuenta de que allí se almacenan los infectados, no para curarlos sino para explotarlos ellos mismos para obtener energía: el peligroso "secreto" al que había aludido la mujer corporativa de los registros. La botánica comienza a convulsionar y se da cuenta de que el hombre la había infectado cuando la violó. Ella le arroja un último chip de datos con grabaciones y luego huye de regreso a los túneles.
Continuando hacia arriba, el hombre emerge en una cámara que parece reconocer. Se cuela en una sala de vigilancia y comienza a ver los vídeos y a reunir toda la información, hasta redescubrir finalmente su propia identidad: su nombre es Tolbiac y es el comandante de las fuerzas de seguridad encargadas de sofocar la rebelión. Después de infectarse, mató enfurecido al guardia que estaba con él, perdiendo luego la memoria. El sistema informático confirma ahora que su misión fue un éxito: mató al arquitecto, detuvo la revuelta y recuperó todos los datos de los técnicos. Un grupo de guardias ingresa a la habitación y, al reconocer a su jefe, se quedan esperando órdenes.
En la superficie, Tolbiac es saludado por la gente corporativa de Eden Log por proteger los secretos de la compañía mientras está parado frente a un tablero animado que representa el proceso completo del procedimiento de recolección de energía: los trabajadores inmigrantes son enviados deliberadamente a los niveles más bajos, se les da savia para energícelos, luego trabaje hasta que se agoten o mueran mientras su energía se cosecha para alimentar la ciudad de arriba; ésta es la manera que tiene la sociedad de "integrar" a las poblaciones inmigrantes. Tolbiac decide romper este ciclo de explotación, mientras camina hacia la cámara principal del árbol y se enchufa, provocando que la planta experimente un crecimiento explosivo, lo que destruye la planta de energía y provoca un apagón total en la ciudad circundante y niega los medios para la corporación para explotar a los inmigrantes nunca más. El crecimiento del árbol inunda la ciudad, mientras una sola lágrima cae del ojo de Tolbiac.

## Elenco
- Clovis Cornillac como Tolbiac
- Vimala Pons como botánica
- Zohar Wexler como último técnico
- Sifan Shao como el técnico rebelde
- Arben Bajraktaraj como arquitecto

## Producción
Esta fue la primera película de Franck Vestiel como director. Eden Log utiliza una paleta apagada.  La película está filmada únicamente con cámaras portátiles en lugares subterráneos 60 pies (18,3 m) debajo de la superficie, así como en una alcantarilla.  En Eden Log se utiliza un conjunto multinivel gris y azul, que, según Vestiel, fue diseñado para "evitar la apariencia del futuro habitual de ciencia ficción [...] Lo último que quería era que Eden Log cayera en la trampa de esas películas de ciencia ficción donde los personajes viven en ambientes súper estériles, parecidos a baños... Y no quería que la gente pudiera fechar la película identificando la tecnología, por eso no tengo aparatos, Sin diales, sin botones." Los paisajes surrealistas de Eden Log se inspiraron en las películas favoritas de Vestiel, como Escape From New York y Dawn of the Dead, y en cómics y literatura, como Daredevil y Métal Hurlant de Frank Miller . 

## Realización
La película apareció por primera vez en Norteamérica  en el Festival Internacional de Cine de Toronto, donde se emitió el 11 y 13 de septiembre de 2008.  Fue lanzado en Francia el 26 de diciembre de 2007. 

## Festivales
- Gran Premio Festival Internacional de Cine Fantástico São Paulo
- Selección Oficial Festival Internacional de Cine de Toronto 2008 Midnight Madness
- Selección Oficial Festival de Cine de Sitges 2008
- Selección Oficial Festival de Cine de Austin 2008
- Selección Oficial Festival de Cine London FrightFest 2008
- Selección Oficial Festival Internacional de Cine Fantástico de Bruselas 2008
- Selección Oficial Fantasy Filmfest Alemania 2008
- Selección Oficial Festival Internacional de Cine de Ciencia Ficción de Trieste 2008
- Selección Oficial Festival Internacional de Cine de Melbourne 2009

## Recepción
Eden Log recibe una puntuación total del 43% de Rotten Tomatoes, según siete revisiones.  El Festival Internacional de Cine de Toronto describió la película como una "impresionante visión de ciencia ficción", en la que Vestiel "creó un universo en decadencia para que lo explorara su desconcertado pero ingenioso héroe". Señalaron que Eden Log parece haber sido influenciado por los juegos de rol y las obras de Luc Besson, Marc Caro, Jean-Pierre Jeunet y Darren Aronofsky, además de canalizar la "rica historia visual de los cómics franceses, o bandes dessinées"., de revistas como Métal Hurlant y su homóloga americana, Heavy Metal ".  Chris Cabin, de Film Critic, le dio crédito a la película por sus primeros 20 minutos de acción llamativa, pero señala que el viaje que emprende Tolbiac es "más adecuado para el de un programador de videojuegos que para el de un joven cineasta". Cabin escribió que la película no conecta emocionalmente con el espectador y le dio a la película 1,5 de 5 estrellas.  Variety comentó que la película es "audaz", a pesar de repetir algunas cualidades cinematográficas y diseño de sonido, y concluyó que la película es "la mejor inversión por dinero limitado, con un final deslumbrante". 